# Aalborg község
Aalborg község (dánul: Aalborg Kommune) Dánia 98 községének (kommune, helyi önkormányzattal rendelkező közigazgatási egység) egyike.
A 2007. január 1-jén életbe lépő közigazgatási reform során hozzá csatolták a korábbi Hals, Nibe és Sejlflod községeket is.

## Települések
Települések és népességük:
- Aalborg (121878)
- Bislev (217)
- Dall Villaby (1112)
- Egense (201)
- Ellidshøj (522)
- Farstrup (415)
- Ferslev (769)
- Fjellerad (374)
- Frejlev (2577)
- Gandrup (1518)
- Gistrup (3570)
- Grindsted (754)
- Gudumholm (752)
- Hals (2518)
- Hou (726)
- Klarup (3868)
- Kongerslev (1379)
- Kølby (205)
- Langholt (936)
- Mou (1149)
- Nibe (4900)
- Nørholm (248)
- Nørre Kongerslev (301)
- Nørresundby (20964)
- Nøvling (377)
- Sebbersund (386)
- Stae (395)
- Storvorde (3170)
- Sulsted (1519)
- Svenstrup (6600)
- Sønderholm (871)
- Tylstrup (1306)
- Uggerhalne (265)
- Ulsted (1037)
- Vadum (2230)
- Valsted (264)
- Vestbjerg (2462)
- Vester Hassing (2491)
- Vodskov (4370)
- Vårst (422)

### Külső hivatkozások
- Hivatalos honlap (dán, angol)